# Jacob, Mimi i els gossos del barri
Jacob, Mimi i els gossos del barri (originalment en letó, Jēkabs, Mimmi un runājošie suņi) és una pel·lícula d'animació letona i polonesa del 2019 dirigida per Edmunds Jansons i basada en el llibre infantil Maskačkas stāsts de Luīzes Pastores. Finançat pel Centre Nacional de Cinema de Letònia, l'Institut de Cinema Polonès i el programa de finançament europeu MEDIA, la pel·lícula està produïda per Sabine Andersone de l'estudi Atom de Letònia i coproduïda per Jakub Karwowski de l'estudi Letko polonès. La pel·lícula va rebre diverses nominacions i va guanyar el premi a la millor pel·lícula d'animació al 32è Festival Internacional de Cinema Infantil i Juvenil de l'Iran. El 29 de novembre de 2019 es va estrenar el doblatge en català als cinemes.

## Sinopsi
La pel·lícula segueix a la Mimmi, que és enviada als suburbis per passar un estiu amb el seu oncle i el seu cosí, en Jacob, però descobreixen que el parc local es transformarà en nous gratacels per un home de negocis cobdiciós. Els dos decideixen aturar el desenvolupament d'aquest projecte amb l'ajuda d'una manada de gossos de carrer que poden parlar.

## Veus en letó
- Eduards Olekts com a Jacob
- Nora Džumā com a Mimmi
- Andris Keišs com a director
- Kaspars Znotiņš com a Tetis
- Gatis Gāga com a Àguila
- Māra Liniņa com a senyora Schmidt
- Eduards Zilberts com Manny Pie[7]

## Publicació
La pel·lícula es va estrenar al Festival de Cinema de Giffoni el 20 de juliol de 2019.

### Premis i nominacions
| Certamen                                            | Dia de la cerimònia    | Categoria                    | Receptor/s                               | Resultat   | Ref.  |
| --------------------------------------------------- | ---------------------- | ---------------------------- | ---------------------------------------- | ---------- | ----- |
| Festival Internacional de Cinema Infantil i Juvenil | 28 d'agost de 2019     | Millor pel·lícula d'animació | Jacob, Mimi i els gossos del barri       | Guanyadora | [ 4 ] |
| Lielais Kristaps                                    | 12 de novembre de 2019 | Millor pel·lícula d'animació | Jacob, Mimi i els gossos del barri       | Nominada   | [ 9 ] |
| Lielais Kristaps                                    | 12 de novembre de 2019 | Millor guió                  | Līga Vidus i Edmunds Jansons             | Nominats   | [ 9 ] |
| Lielais Kristaps                                    | 12 de novembre de 2019 | Millor director d'animació   | Edmunds Jansons                          | Nominat    | [ 9 ] |
| Lielais Kristaps                                    | 12 de novembre de 2019 | Millor artista d'animació    | Elīna Brasliņa                           | Nominada   | [ 9 ] |
| Lielais Kristaps                                    | 12 de novembre de 2019 | Millor compositor            | Krzysztof A. Janczak i Edgars Šubrovskis | Nominats   | [ 9 ] |